# William F. Raynolds
William Franklin Raynolds, né le 17 mars 1820 à Canton et mort le 18 octobre 1894 à Détroit, est un explorateur, ingénieur et officier de l'armée des États-Unis qui a servi dans la guerre américano-mexicaine et la guerre de Sécession.
Il est surtout connu pour avoir dirigé l'expédition Raynolds en 1859-1860 afin de cartographier les territoires entre Fort Pierre dans le territoire du Dakota aux sources de la Yellowstone.